# Sân bay quốc tế Chiang Mai

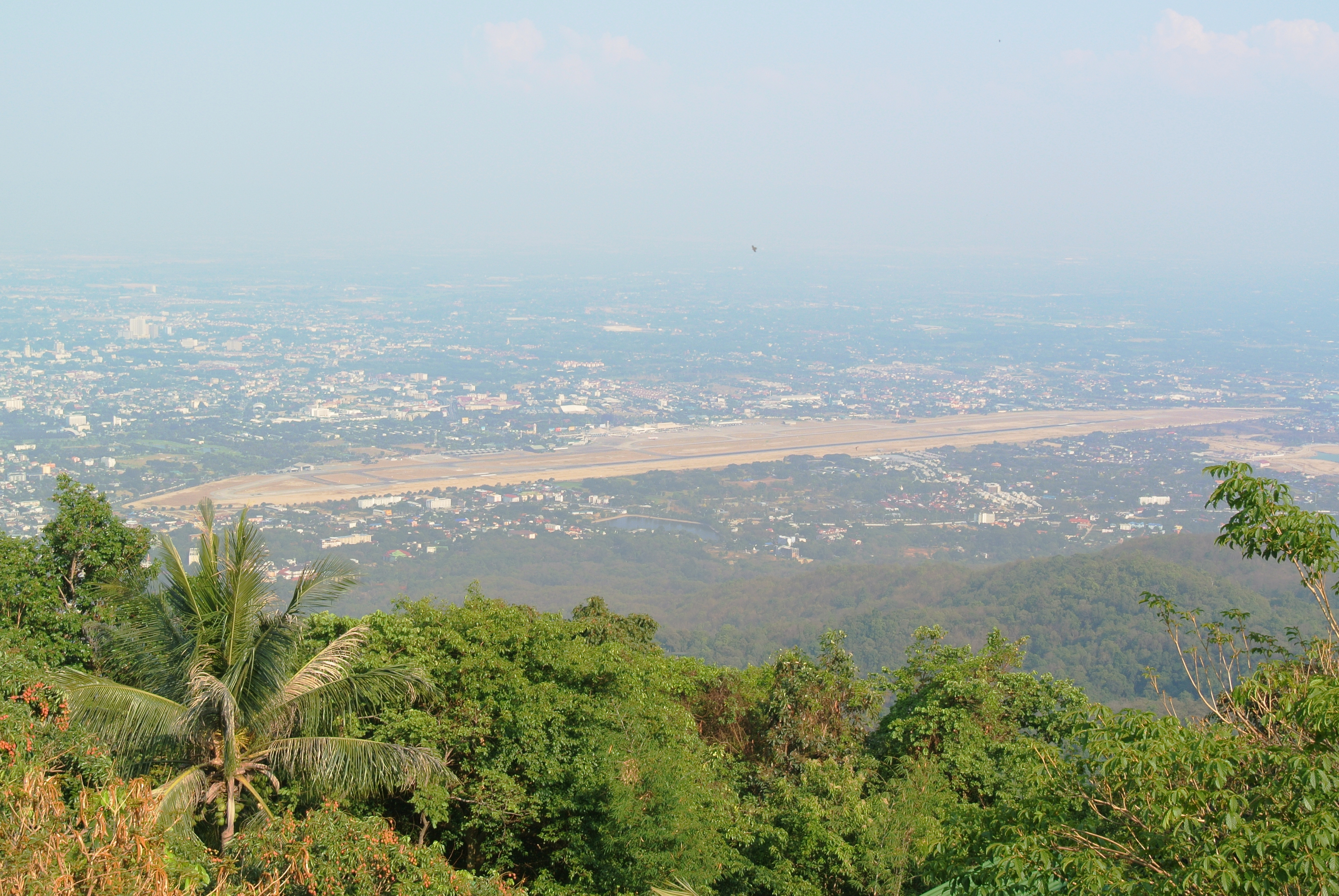
Aerial view of the airport's runways and southern part of the city

Sân bay Quốc tế Chiang Mai (IATA: CNX, ICAO: VTCC) là sân bay ở Chiang Mai, Thái Lan.
Sân bay Chiang Mai là cửa ngõ chính của phía bắc Thái Lan. Năm 2005, có 10 hãng hàng không hoạt động tại đây với hơn 2 triệu khách, 15.000 chuyến bay và 16.000 tấn hàng hóa thông qua.

## Lịch sử
Sân bay được thành lập năm 1921 với tên gọi sân bay Suthep.
Do sự đóng cửa tạm thời của sân bay Suvarnabhumi trong năm 2008 do các cuộc biểu tình, Chiang Mai đã trở thành điểm dừng thay thế cho các chuyến bay Đài Bắc-châu Âu của China Airlines và cho các chuyến bay của Singapore International Airlines của Swiss International Airlines trong thời gian tạm thời. Vào ngày 24 tháng 1 năm 2011, sân bay trở thành trung tâm thứ cấp của Thai AirAsia.
Vào năm 2013, 19 hãng hàng không hoạt động tại CNX, phục vụ hơn 5,3 triệu hành khách, 43.000 chuyến bay và 18.000 tấn hàng. 
Việc nâng cấp vào năm 2014 bao gồm việc mở rộng sân bay cho các máy bay lớn hơn, kéo dài thời gian hoạt động đến 24/24 (có hiệu lực vào tháng 4 năm 2014), mở rộng sân bay quốc tế và khu vực khởi hành nội địa.

## Các tuyến bay
| Hãng hàng không           | Các điểm đến | Nhà ga  |
| ------------------------- | --- | ------- |
| AirAsia                   | Kuala Lumpur–International | Quốc tế |
| Air China                 | Bắc Kinh-Thủ đô, Vũ Hán | Quốc tế |
| Air KBZ                   | Yangon | Quốc tế |
| Bangkok Airways           | Bangkok–Suvarnabhumi, Ko Samui, Mae Hong Son, Phuket                                                                                | Nội địa |
| Bangkok Airways           | Mandalay, Yangon, Hà Nội | Quốc tế |
| Beijing Capital Airlines  | Hải Khẩu | Quốc tế |
| Cathay Dragon             | Hong Kong | Quốc tế |
| China Eastern Airlines    | Kunming, Thượng Hải-Phố Đông | Quốc tế |
| China Southern Airlines   | Quảng Châu | Quốc tế |
| Hainan Airlines           | Shenzhen | Quốc tế |
| HK Express                | Hong Kong | Quốc tế |
| Pacific Airlines          | Đồng Hới ( đã dừng khai thác ) | Quốc tế |
| Juneyao Airlines          | Thượng Hải-Phố Đông | Quốc tế |
| Kan Air                   | Bangkok–Don Mueang, Chiang Rai, Hua Hin, Khon Kaen, Mae Hong Son, Mae Sot, Nan, Pai, Pattaya U-Tapao, Phitsanulok, Ubon Ratchathani | Nội địa |
| Korean Air                | Seoul–Incheon | Quốc tế |
| Lao Airlines              | Luang Prabang | Quốc tế |
| Malindo Air               | Kuala Lumpur–International (ngưng từ 18/4/2017)                                                                                     | Quốc tế |
| Myanmar National Airlines | Yangon | Quốc tế |
| Nok Air                   | Bangkok–Don Mueang, Udon Thani | Nội địa |
| Nok Air                   | Thuê chuyến: Nanning | Quốc tế |
| Qatar Airways             | Doha | Quốc tế |
| Shandong Airlines         | Trùng Khánh, Jinan | Quốc tế |
| Sichuan Airlines          | Thành Đô | Quốc tế |
| SilkAir                   | Singapore | Quốc tế |
| Spring Airlines           | Thượng Hải-Phố Đông | Quốc tế |
| Thai AirAsia              | Bangkok–Don Mueang, Hat Yai, Khon Kaen, Krabi, Pattaya U–Tapao, Phuket, Surat Thani                                                 | Nội địa |
| Thai AirAsia              | Trường Sa (Hồ Nam), Hàng Châu, Hong Kong, Macau, Hà Nội                                                                             | Quốc tế |
| Thai Airways              | Bangkok–Suvarnabhumi | Nội địa |
| Thai Airways              | Kunming | Quốc tế |
| Thai Lion Air             | Bangkok–Don Mueang, Hat Yai, Surat Thani                                                                                            | Nội địa |
| Thai Smile                | Bangkok–Suvarnabhumi, Phuket | Nội địa |
| Thai Vietjet Air          | Bangkok–Suvarnabhumi | Nội địa |
| Tigerair                  | Singapore | Quốc tế |
| T'way Airlines            | Thuê chuyến theo mùa: Seoul-Incheon                                                                                                 | Quốc tế |